# Franco Lovignana
Franco Lovignana (Aosta, 22 novembre 1957) è un vescovo cattolico italiano, dal 9 novembre 2011 vescovo di Aosta.

## Biografia
Nasce ad Aosta, città capoluogo di regione e sede vescovile, il 22 novembre 1957.

### Formazione e ministero sacerdotale
Dopo aver frequentato le scuole elementari nel villaggio di Chabodey, nel comune di La Salle, e le scuole medie a Morgex, entra in seminario ad Aosta nel 1971. Frequenta dapprima il liceo classico cittadino e poi i cinque anni del ciclo istituzionale di teologia.
Il 21 giugno 1981 è ordinato presbitero dal vescovo Ovidio Lari per la diocesi di Aosta.
È inviato a Roma a perfezionare gli studi. Nel 1983 consegue la licenza in sacra teologia, con indirizzo dogmatico, presso la Pontificia università "San Tommaso d'Aquino".
Dall'ottobre 1984 al 2005 è docente di teologia presso il seminario. Dal 1984 al 1995 è parroco di Rhêmes-Notre-Dame e dal 1994 al 1995 parroco in solido di Introd e Rhêmes-Saint-Georges.
Dal 1987 al 1993 è anche assistente diocesano degli adulti di Azione Cattolica, consigliere spirituale del Consiglio centrale della Società di San Vincenzo de' Paoli e segretario del sinodo diocesano. Dal 1995 è in seminario ad Aosta dapprima come vice rettore e poi, dal 1997, come rettore. Dall'ottobre 1995 è vicario episcopale per la pastorale e canonico dell'insigne collegiata dei Santi Pietro e Orso di Aosta e, dal 29 aprile 2003, priore della medesima.
Dal 2004 è vicario generale della diocesi di Aosta.

### Ministero episcopale
Il 9 novembre 2011 papa Benedetto XVI lo nomina vescovo di Aosta; succede a Giuseppe Anfossi, dimessosi per raggiunti limiti di età. Riceve l'ordinazione episcopale il 18 dicembre successivo, nella cattedrale di Aosta, dall'arcivescovo Cesare Nosiglia, coconsacranti i vescovi Giuseppe Anfossi e Alberto Maria Careggio. Durante la stessa celebrazione prende possesso della diocesi.
Il 12 marzo 2012 è eletto segretario della Conferenza episcopale piemontese e presidente della Commissione presbiterale della regione ecclesiastica Piemonte e Valle d'Aosta.
Il 13 aprile 2014, domenica delle Palme e della Passione del Signore, costituisce la Cappella musicale di Sant'Anselmo della cattedrale di Aosta.
Il Consiglio episcopale permanente della Conferenza Episcopale Italiana lo nomina membro del Consiglio per gli affari giuridici, il 2 ottobre 2015, e presidente del Comitato per la valutazione dei progetti di intervento a favore dei beni culturali ecclesiastici e dell'edilizia di culto, il 14 novembre 2018; succede in quest'ultimo incarico a Stefano Russo, vescovo di Fabriano-Matelica e segretario generale della Conferenza Episcopale Italiana. Il 29 settembre 2021 è confermato per un quinquennio in entrambi i ruoli.
Il 5 ottobre 2022 è eletto presidente della Conferenza episcopale piemontese.

## Genealogia episcopale
La genealogia episcopale è:
- Cardinale Scipione Rebiba
- Cardinale Giulio Antonio Santori
- Cardinale Girolamo Bernerio, O.P.
- Arcivescovo Galeazzo Sanvitale
- Cardinale Ludovico Ludovisi
- Cardinale Luigi Caetani
- Cardinale Ulderico Carpegna
- Cardinale Paluzzo Paluzzi Altieri degli Albertoni
- Papa Benedetto XIII
- Papa Benedetto XIV
- Papa Clemente XIII
- Cardinale Bernardino Giraud
- Cardinale Alessandro Mattei
- Cardinale Pietro Francesco Galleffi
- Cardinale Giacomo Filippo Fransoni
- Cardinale Carlo Sacconi
- Cardinale Edward Henry Howard
- Cardinale Mariano Rampolla del Tindaro
- Cardinale Gennaro Granito Pignatelli di Belmonte
- Cardinale Pietro Boetto, S.I.
- Cardinale Giuseppe Siri
- Cardinale Giacomo Lercaro
- Vescovo Gilberto Baroni
- Cardinale Camillo Ruini
- Arcivescovo Cesare Nosiglia
- Vescovo Franco Lovignana

## Araldica
| Stemma | Blasonatura |
| ------ | --- |
|        | Di verde, ai monti all'italiana di sei cime d'argento; al giglio d'oro, nel fianco destro; alla croce latina col piede inferiore in forma d'ancora d'oro, caricata da un cuore dello stesso, nel fianco sinistro; al capo d'azzurro, alle due colombe affrontate d'argento, imbeccate, membrate e illuminate di rosso, tenenti ciascuna nel becco un ramo di olivo di verde. |